# Oud-Noord (Tilburg)
Oud-Noord is een stadsdeel van Tilburg, in de Nederlandse provincie Noord-Brabant. Oud-Noord is omsloten door de Ringbaan West, het Wilhelminakanaal en de spoorlijn Breda - Eindhoven. Er wonen ongeveer 34.000 mensen.
Oud-Noord bevat de volgende wijken:
- Bouwmeestersbuurt
- Goirke-Hasselt
- Groeseind-Hoefstraat
- Kanaalzone (bedrijventerrein)
- Loven-Besterd
- Theresia
- Spoorzone-Noord